# Khải Định
Khải Định (nacido Nguyễn Phúc Bửu Đảo; 8 de octubre de 1885–6 de noviembre de 1925) fue el duodécimo emperador de la dinastía Nguyễn de Vietnam, y reinó entre 1916 y 1925. Su nombre de pila como príncipe era Nguyễn Phúc Bửu Đảo. Era hijo del emperador Đồng Khánh, pero no lo sucedió inmediatamente. 
Toleró la ocupación francesa, por lo que fue criticado por los nacionalistas, y fue muy impopular, porque se le consideraba un títere del gobierno francés. En 1919 decretó el uso del alfabeto latino en lugar del alfabeto chino para el idioma vietnamita.
Aunque se casó en diversas ocasiones, está documentado que era homosexual.
Tenía una pobre salud y además era adicto a las drogas y murió de tuberculosis en la Ciudad Prohibida de Hué.